# VIS総研
株式会社VIS総研（VISそうけん、英: Visual Interactive Sensitivity Research Institute Co.,Ltd.）は、東京都千代田区に本社を置いていた日本のマーケティングリサーチ企業。
アイトラッキング(eye tracking)やエモーショナル分析を行っていた。

## 沿革
2006年6月株式会社VIS総研を設立。2009年9月営業休止。